# Монто (Атлантические Пиренеи)
Монто́ (фр. Montaut) — коммуна во Франции, находится в регионе Аквитания. Департамент — Атлантические Пиренеи. Входит в состав кантона Валле-де-л’Ус и дю Лагуэн. Округ коммуны — По.
Код INSEE коммуны — 64400.

## География

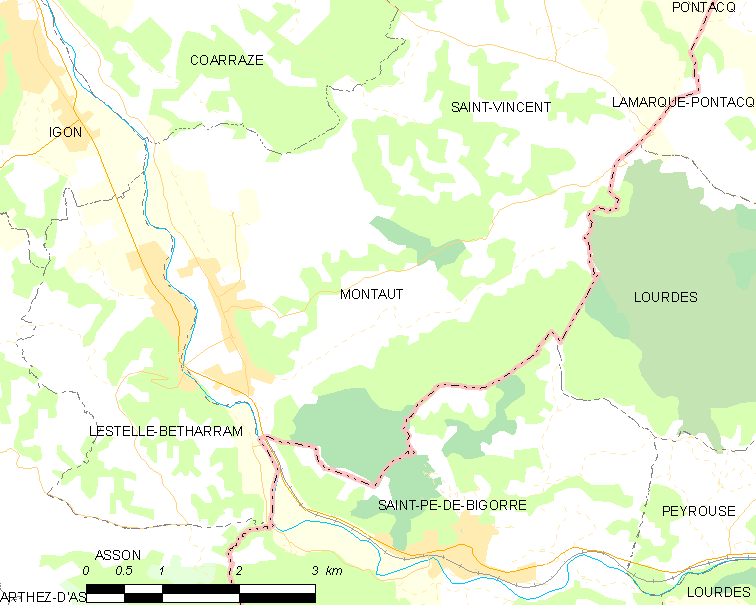
Карта коммуны

Коммуна расположена приблизительно в 670 км к югу от Парижа, в 195 км южнее Бордо, в 24 км к юго-востоку от По.
На западе коммуны протекает река Гав-де-По.

### Климат
Климат тёплый океанический. Зима мягкая, средняя температура января — от +5°С до +13°С, температуры ниже −10 °C бывают редко. Снег выпадает около 15 дней в году с ноября по апрель. Максимальная температура летом порядка 20-30 °C, выше 35 °C бывает очень редко. Количество осадков высокое, порядка 1100 мм в год. Характерна безветренная погода, сильные ветры очень редки.

## Население
Население коммуны на 2010 год составляло 1076 человек.
| 1962 | 1968 | 1975 | 1982 | 1990 | 1999 | 2010 |
| ---- | ---- | ---- | ---- | ---- | ---- | ---- |
| 912  | 1034 | 1038 | 1032 | 986  | 969  | 1076 |

## Администрация
| Период | Период | Фамилия        | Партия | Примечания |
| ------ | ------ | -------------- | ------ | ---------- |
| 1995   | 2008   | Франсуа Эскале |        |            |
| 2008   | 2020   | Ален Капере    |        |            |

## Экономика
В 2010 году среди 650 человек трудоспособного возраста (15-64 лет) 475 были экономически активными, 175 — неактивными (показатель активности — 73,1 %, в 1999 году было 65,7 %). Из 475 активных жителей работали 429 человек (233 мужчины и 196 женщин), безработных было 46 (21 мужчина и 25 женщин). Среди 175 неактивных 61 человек были учениками или студентами, 75 — пенсионерами, 39 были неактивными по другим причинам.

## Достопримечательности
- Церковь Св. Илария (XVI век)[4]